# 207695 Olgakopyl
207695 Olgakopyl è un asteroide della fascia principale. Scoperto nel 2007, presenta un'orbita caratterizzata da un semiasse maggiore pari a 2,2718432 UA e da un'eccentricità di 0,0874869, inclinata di 5,60962° rispetto all'eclittica.